# Sclerophrys brauni
Sclerophrys brauni é uma espécie de anuro da família Bufonidae.  Ocorre em áreas pantanosas da Tanzânia, onde é endêmica. Mesmo em declínio, sua população permanece relativamente grande, não à toa a UICN a classifica como pouco preocupante. A perda de seu habitat natural é a maior de suas ameaças.